# Rihards Lomažs
Rihards Lomažs (Tukums, Letonia, 13 de abril de 1996) es un baloncestista letón. Con 1,93 metros de estatura, juega en la posición de escolta. Pertenece a la plantilla del Telekom Baskets Bonn de la Basketball Bundesliga alemana. Es internacional con la Selección de baloncesto de Letonia.

## Trayectoria deportiva
Comenzó a jugar en las categorías inferiores del BK Jelgava, con el que debutó en 2014. En la temporada 2014-2015, firma por el BK Jūrmala de la Latvijas Basketbola līga.
En verano de 2015, firma por el Ventspils de la Latvijas Basketbola līga, en el que permanece durante 4 temporadas.
El 4 de julio de 2019, firma por el ASVEL Lyon-Villeurbanne francés, en el que permanece temporada y media, disputando la LNB Pro A y la Euroliga.
El 23 de enero de 2021, rescinde su contrato con ASVEL Lyon-Villeurbanne y firma por el BG Gottingen de la Basketball Bundesliga en el que jugó hasta el final de la temporada 2020-21, anotando 16,6 puntos de media y firmó la que sería su mejor actuación de su carrera con 38 puntos en un solo partido.
En la temporada 2021-22, juega en el Merkezefendi Belediyesi Denizli Basket de la Super Liga turca, donde promedió 14,9 puntos, 2,3 rebotes y 4,9 asistencias por partido. 
El 11 de julio de 2022, firma por el Casademont Zaragoza de la Liga Endesa.
El 5 de noviembre de 2022, rescinde su contrato con el Casademont Zaragoza.
El 13 de enero de 2025 firmó con el Telekom Baskets Bonn de la Basketball Bundesliga alemana.

## Selección nacional
Ha pasado por todas las categorías inferiores de la Selección de baloncesto de Letonia y debutaría en 2017 con la selección absoluta.